# Jõgeva (Landgemeinde bis 2017)
Die Landgemeinde Jõgeva (estnisch: Jõgeva vald, deutsch auch: Kreis Laisholm) war eine Landgemeinde im estnischen Kreis Jõgeva. Sie umgab die gleichnamige Stadt Jõgeva. Im Rahmen der estnischen Verwaltungsreform 2017 wurde die Landgemeinde aufgelöst. Die zu der Landgemeinde Jõgeva gehörigen Orte, die ehemaligen Gemeinden Palamuse und Torma sowie die Stadt Jõgeva bilden nunmehr die neue Landgemeinde Jõgeva.

## Gliederung
In der Landgemeinde Jõgeva gab es fünf Großdörfer (estnisch alevikud) und 36 Dörfer (estnisch külad).
Die Großdörfer heißen:
- Jõgeva (deutsch: Laisholm)
- Vaimastvere (deutsch: Waimastfer)
- Siimusti (deutsch: Simus)
- Laiuse (deutsch: Lais)
- Kuremaa (deutsch: Jensel)

## Geschichte
Zwei Orte in der Gemeinde nehmen in der Geschichte Estlands einen besonderen Platz ein.
Auf dem damaligen Gut Kärde (schwedisch Kardis, russisch Кардис) wurde am 21. Junijul. / 1. Juli 1661greg. der Friede von Kardis geschlossen – er besiegelte den Russisch-Schwedischen Krieg. Demnach musste das russische Zarenreich die östlichen Gebiete im heutigen Estland und Lettland an die schwedische Krone abtreten.
Im Nordischen Krieg überwinterte der schwedische König Karl XII. 1700/1701 in der Burg von Laiuse.